# 萨迪的布斯坦

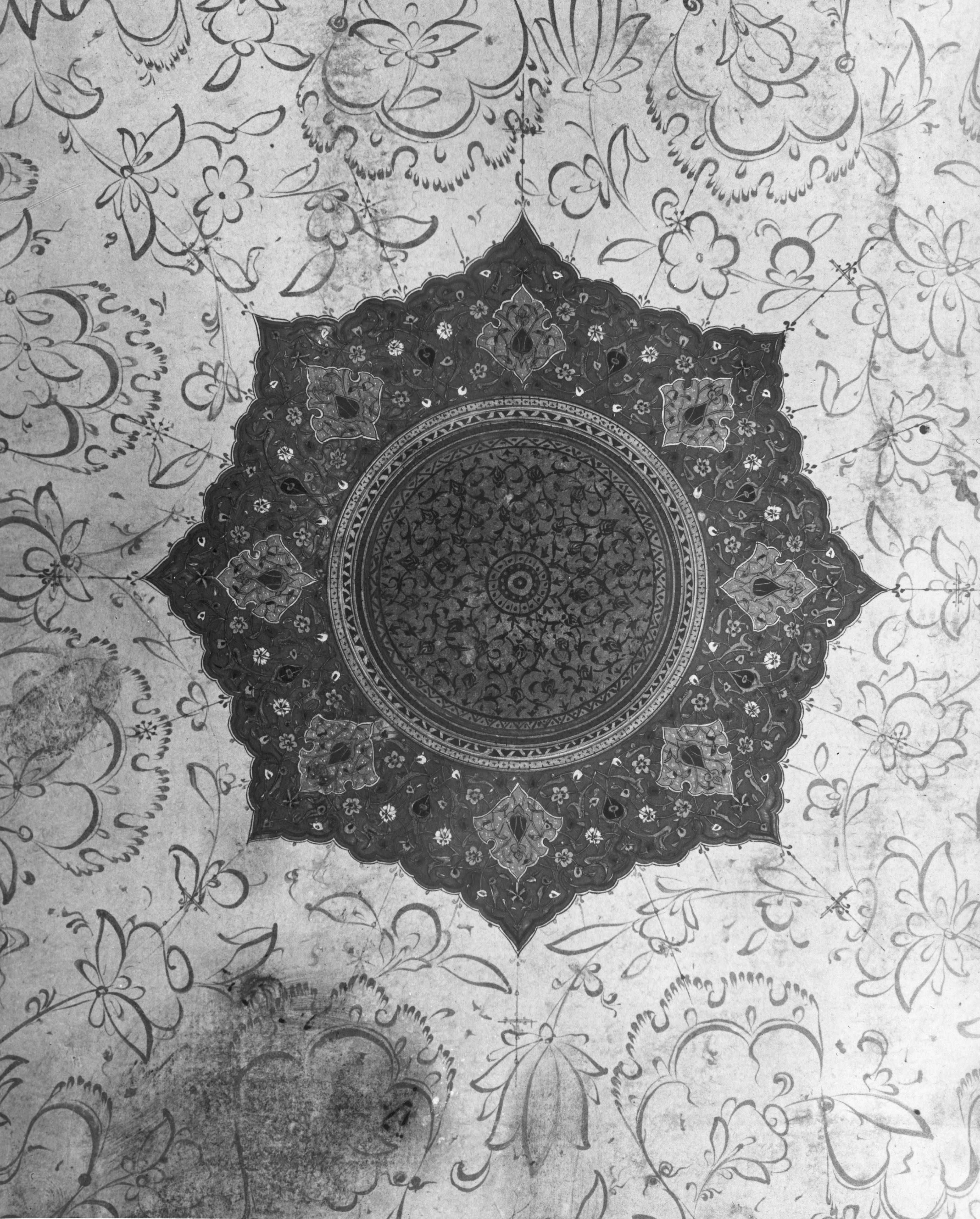
收藏于美国纽约大都会艺术博物馆的《萨迪的布斯坦》其中一幅

《萨迪的布斯坦》，又名《萨迪的果园》或《果园》，是一篇由波斯诗人萨迪·设拉兹于1522年至1523年左右创作的抒情诗，由同时期书法家米尔·阿里·阿尔·胡赛尼作插图手稿。作品由墨水和水彩作成，装饰于纸上的金色是由皮革装订的。这首诗和《蔷薇园》同为萨迪的成名作，使得萨迪被公认为中世纪波斯主要的诗人之一，被誉为“波斯古典文坛最伟大的人物”和“支撑波斯文学大厦的四根柱石之一”。

## 简介
波斯诗人萨迪·设拉兹，笔名为萨迪，是中世纪波斯主要的诗人之一。他不仅在波斯语诸国享有盛誉，在西方国家也闻名遐迩。他因扎实的写作功底和深邃的社会和道德思想闻名。其作品风格在几百年来一直是波斯文学的典范，被誉为“波斯古典文坛最伟大的人物”。其作品对后世影响很大，被译成几十种外国文字，受到读者盛赞。萨迪在波斯文学史上占有崇高地位，他是公认的支撑波斯文学大厦的四根柱石之一。《萨迪的布斯坦》创作于1522年至1523年左右，与《蔷薇园》同为萨迪的成名作。插图手稿由墨水和水彩作成，装饰于纸上的金色是由皮革装订的。1911年，《萨迪的布斯坦》抄本由哈格普·凯沃尔基安出售给大都会艺术博物馆，随后于1991年至2013年先后对外展出6次。

## 图集

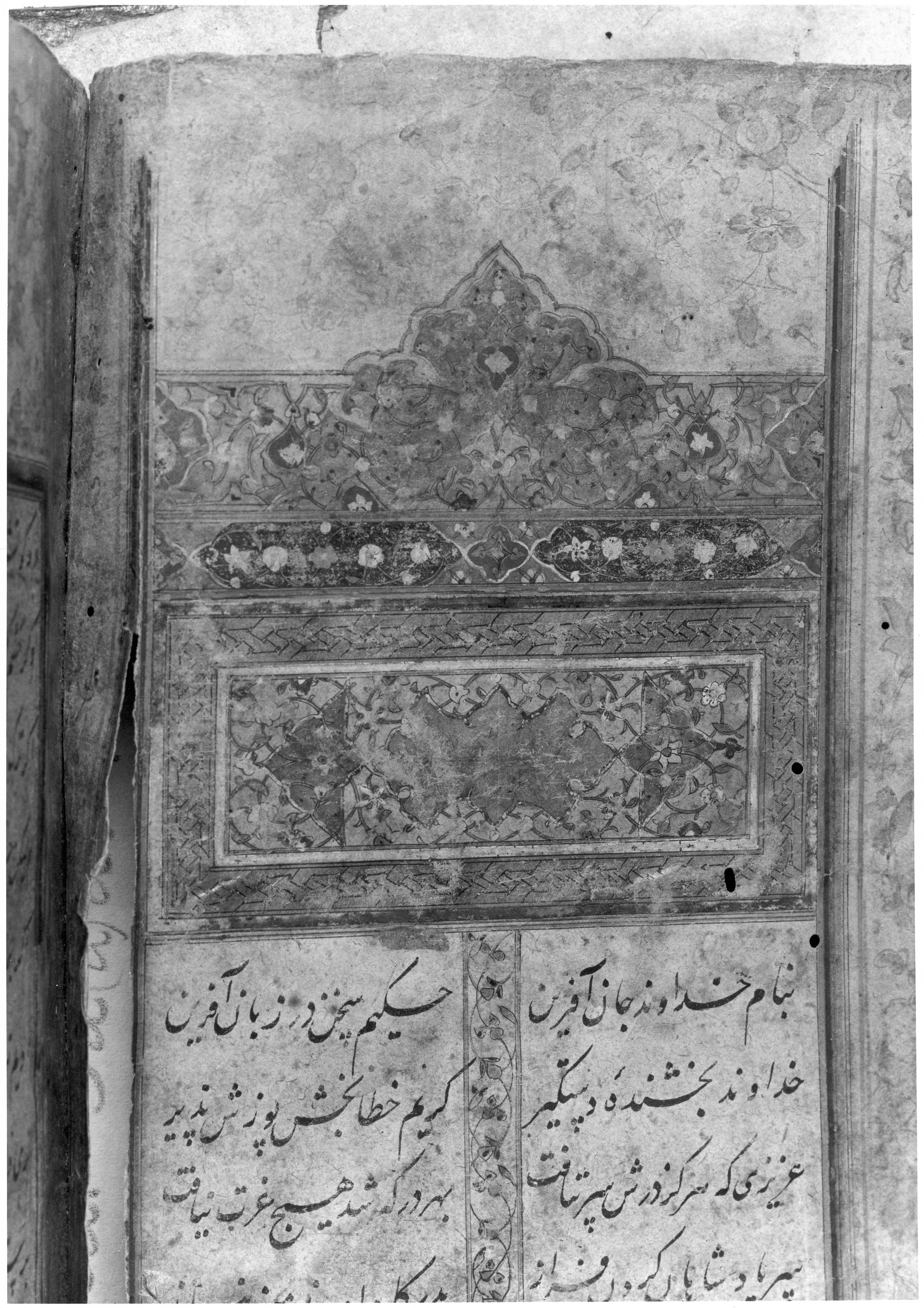
由米尔·阿里·阿尔·胡赛尼书写的抄本
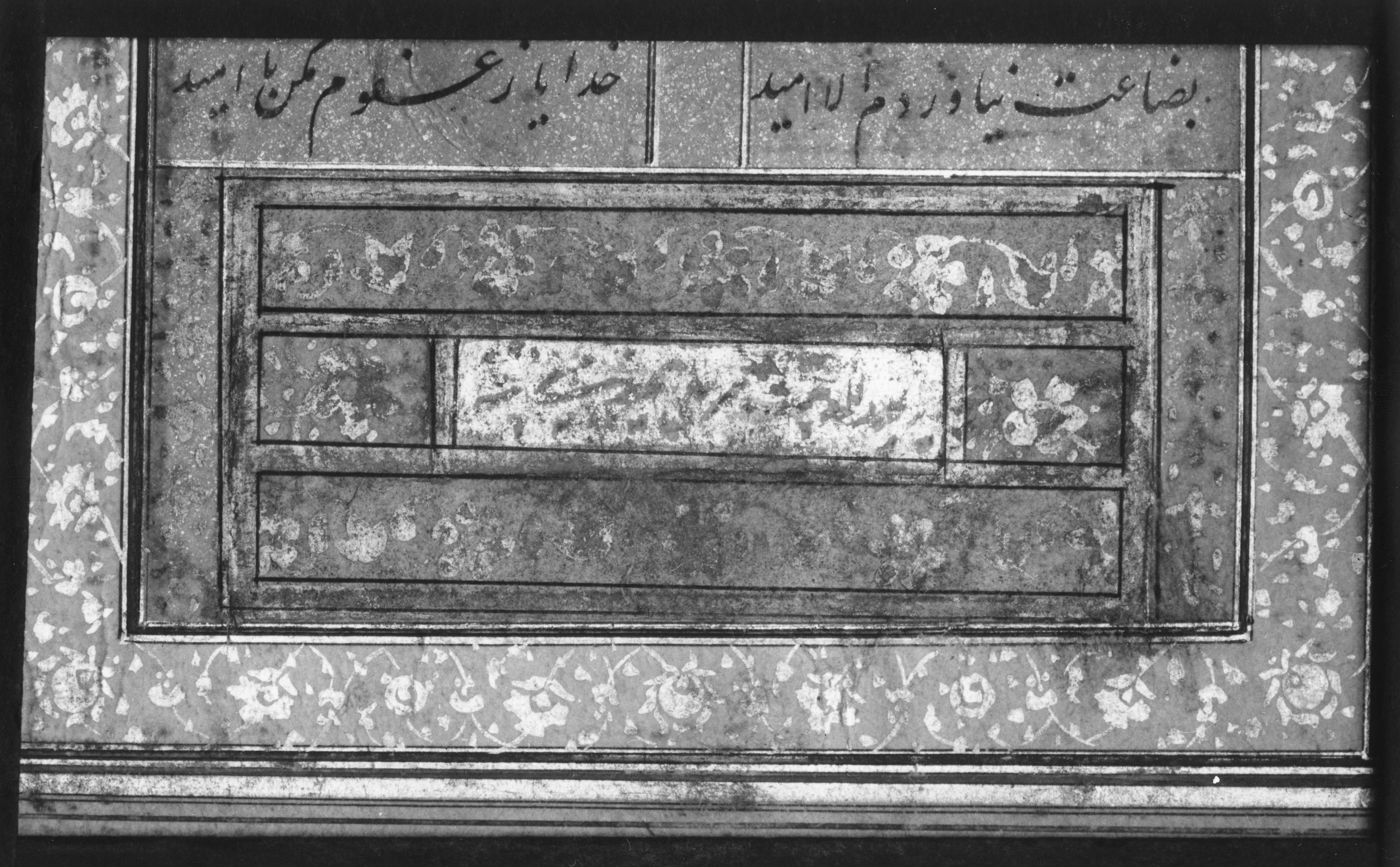
由米尔·阿里·阿尔·胡赛尼书写的抄本
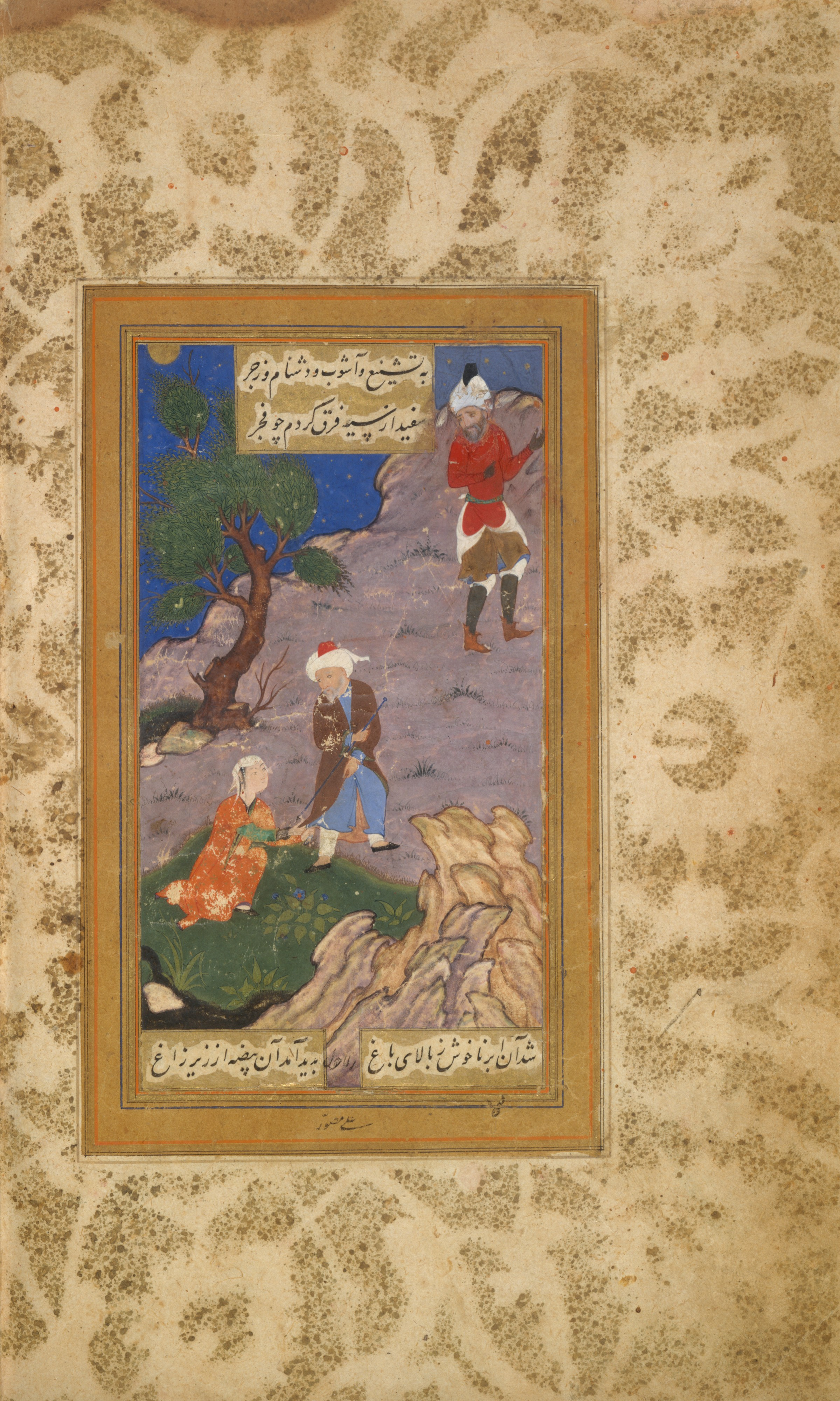
插画
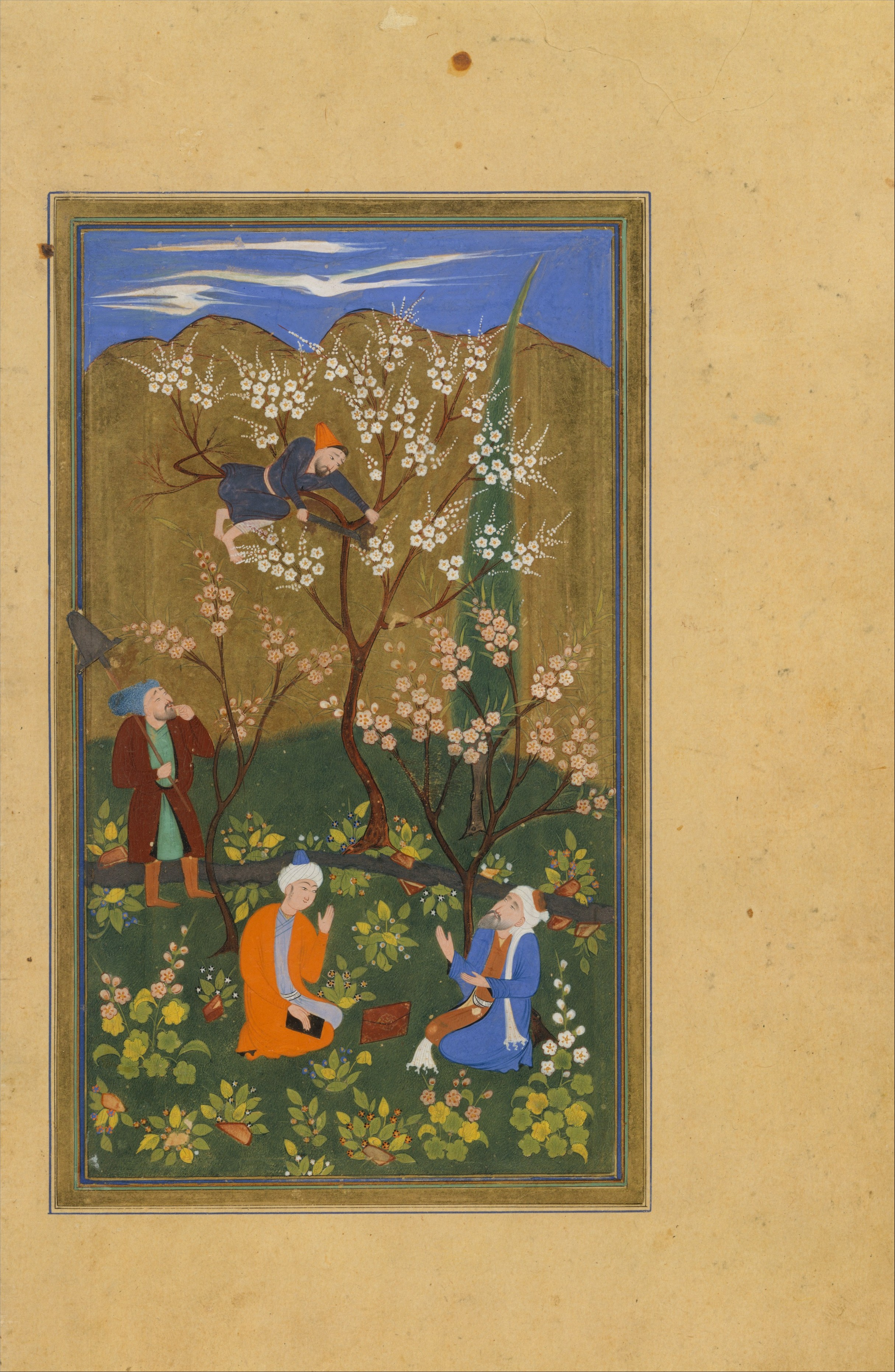
插画
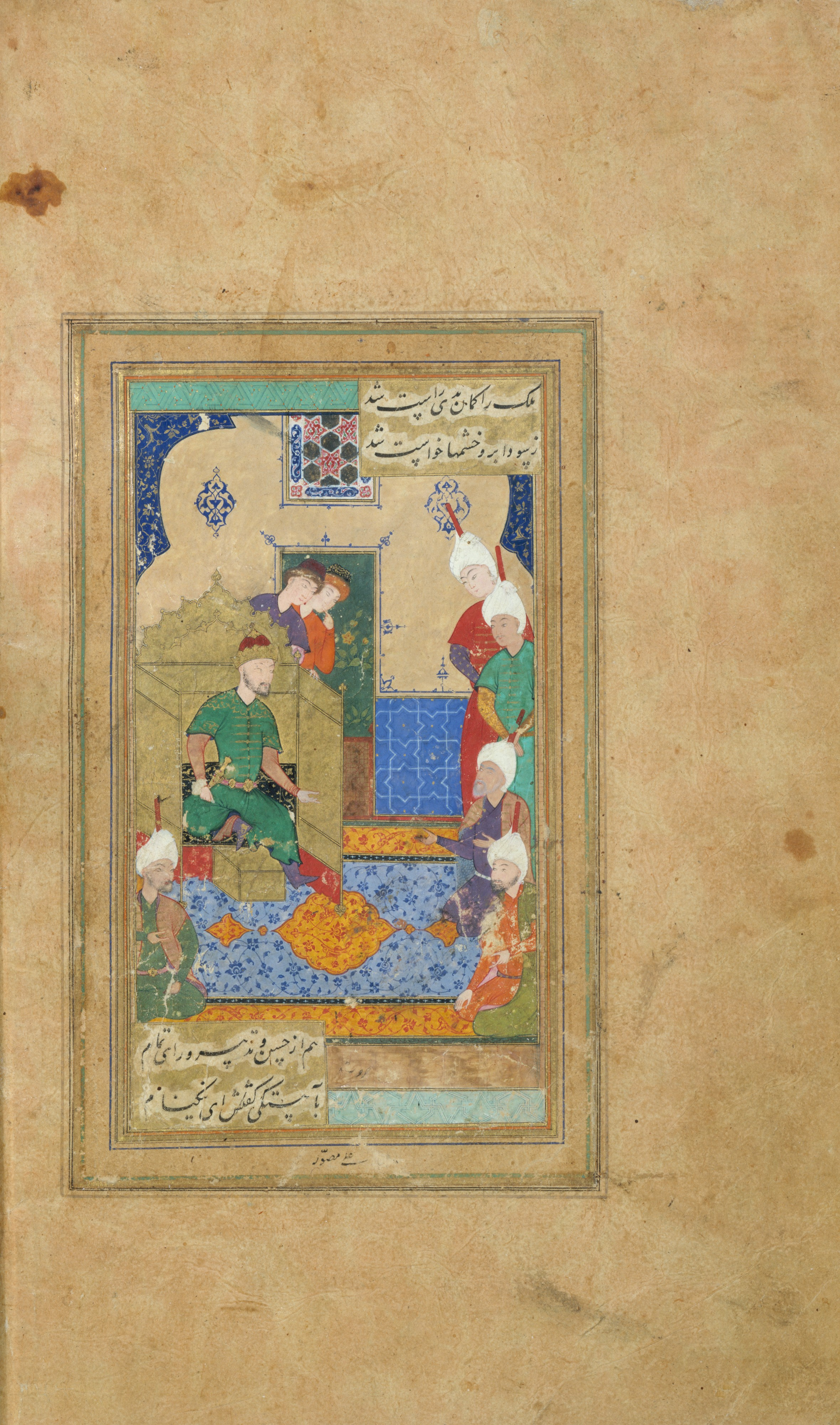
插画
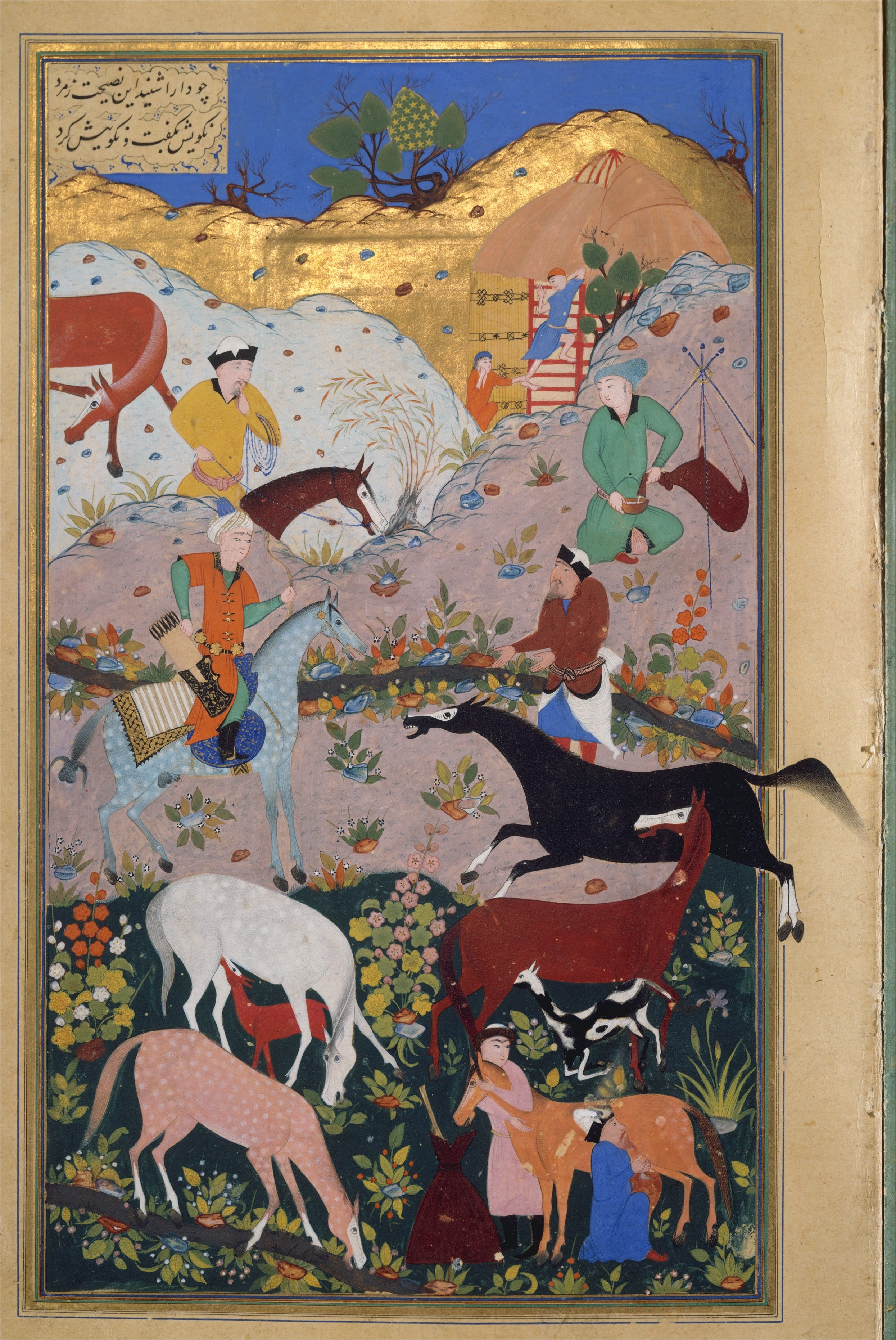
插画
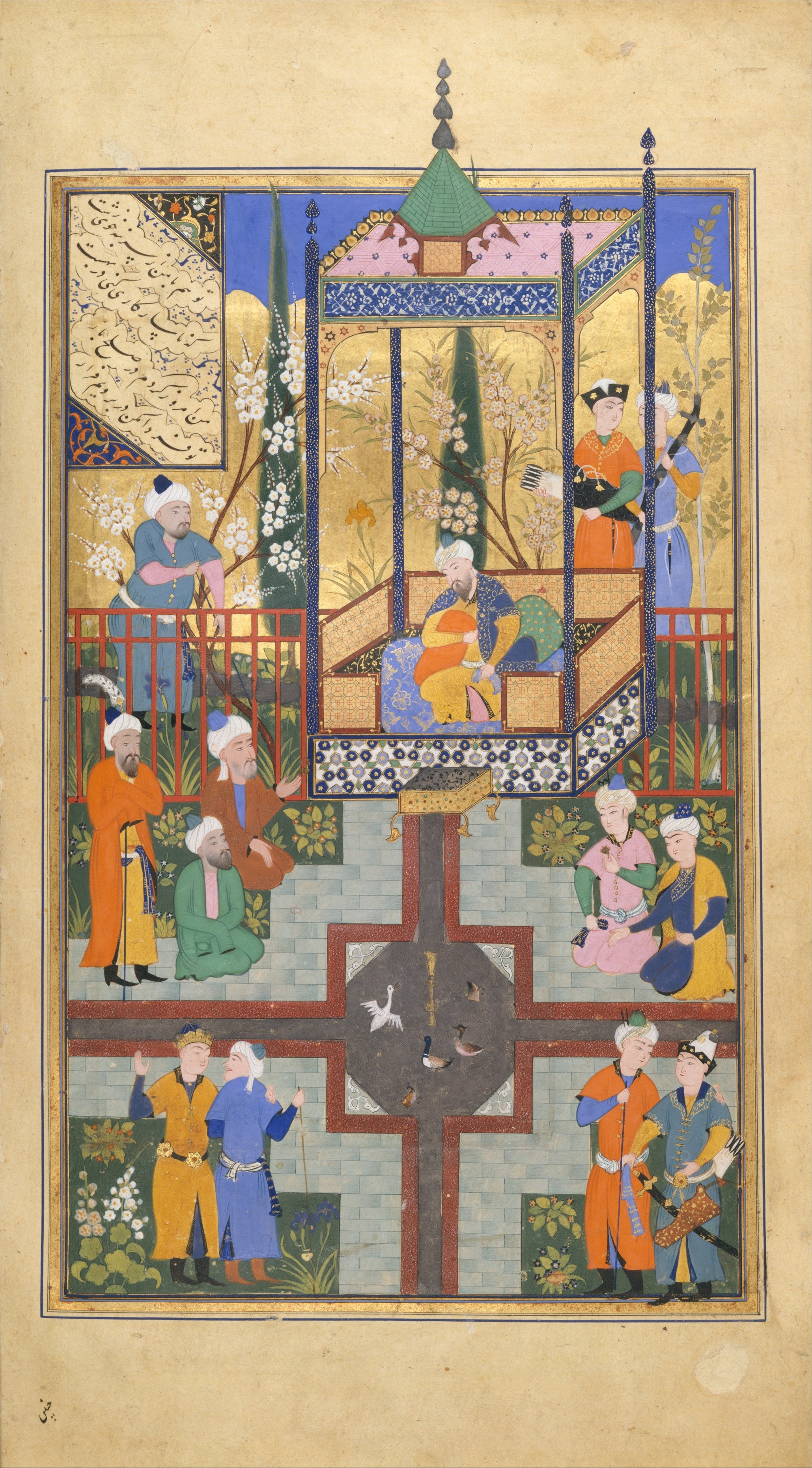
插画